# Roc du Taurupt
Le roc du Taurupt, connu pour être le point culminant du département de Meurthe-et-Moselle, est un sommet du massif des Vosges, culminant à 731 mètres d'altitude.

## Situation
Le roc de Taurupt est sis au niveau des premiers contreforts du massif vosgien. Il est situé entre Bionville et Raon-sur-Plaine, non loin du lac de Pierre-Percée et à proximité immédiate du Donon.